# Symplocos disepala
Symplocos disepala är en tvåhjärtbladig växtart som beskrevs av André Guillaumin. Symplocos disepala ingår i släktet Symplocos och familjen Symplocaceae. Inga underarter finns listade i Catalogue of Life.